# Czichura Saczchere
SK Czichura Saczchere (gruz. ს.კ. ჩიხურა საჩხერე) – gruziński klub piłkarski, mający siedzibę w mieście Saczchere.

## Historia
Chronologia nazw:
- 1936–...: SK Czichura Saczchere

Klub został założony w 1936 roku jako Czichura Saczchere. Do 1990 roku występował w niższych ligach mistrzostw Gruzińskiej SRR. W 1993 roku awansował do drugiej ligi. Po dwóch sezonach w grupie zachodniej drugiej ligi zespół spadł do ligi regionalnej. W 2003 powrócił do drugiej ligi. Po zakończeniu sezonu 2005/06 zajął pierwsze miejsce i po raz pierwszy zdobył awans do pierwszej ligi. Debiutancki sezon 2006/07 w pierwszej lidze był nieudany (12. miejsce). W barażach z drugoligowym FC Gagra zawodnikom Czichury udało się obronić status elitarnej drużyny, ale przez brak wymaganych środków finansowych został zdegradowany do drugiej ligi. Sezon 2010/11 zespół zakończył na 4. miejscu, ale w barażach nie zdołał Spartaki Cchinwali i pozostał w drugiej lidze. Po zakończeniu sezonu 2011/12 zespół zajął pierwsze miejsce w drugiej lidze i wrócił do pierwszej ligi.

## Sukcesy

### Trofea międzynarodowe
Nie uczestniczył w rozgrywkach europejskich (stan na 31-05-2012).

### Trofea krajowe
| \| \| Zdobyte trofea w rozgrywkach Gruzji (stan na: 31-05-2012) \| |                                                           |      |               |
| Rozgrywki                                                          | Osiągnięcie                                               | Razy | Sezon(y)      |
| Mistrzostwo                                                        | I miejsce                                                 | 0    |               |
| Mistrzostwo                                                        | II miejsce                                                | 0    |               |
| Mistrzostwo                                                        | III miejsce                                               | 0    |               |
| Mistrzostwo                                                        | 12. miejsce                                               | 1    | 2007          |
| Puchar                                                             | zdobywca                                                  | 0    |               |
| Puchar                                                             | finalista                                                 | 0    |               |
| Puchar                                                             | 1/4 finału                                                | 2    | 2007, 2010    |
| II liga                                                            | I miejsce                                                 | 2    | 2006, 2012    |
| II liga                                                            | II miejsce                                                | 1    | 2009 (wschód) |
| II liga                                                            | III miejsce                                               | 0    |               |
| Gruzja                                                             | Zdobyte trofea w rozgrywkach Gruzji (stan na: 31-05-2012) |      |               |

## Stadion
Klub rozgrywa swoje mecze domowe na stadionie Centralnym w Saczchere, który może pomieścić 4,000 widzów.

## Europejskie puchary
Legenda do wszystkich tabel:
- Q – runda eliminacyjna, 1/16, 1/8, 1/4, 1/2 – odpowiednia faza rozgrywek, Grupa – runda grupowa, 1r gr – pierwsza runda grupowa, 2r gr – druga runda grupowa, F – finał, R – runda, PO – play-off
- k. – rzuty karne, los. – losowanie, Dogr. – dogrywka, w. – zasada bramek strzelonych na wyjeździe

| Sezon   | Rozgrywki   | Runda | Klub              | Dom | Wyjazd | Ogólnie     |
| ------- | ----------- | ----- | ----------------- | --- | ------ | ----------- |
| 2013/14 | Liga Europy | 1Q    | Vaduz             | 0–0 | 1–1    | 1–1, w.     |
| 2013/14 | Liga Europy | 2Q    | FC Thun           | 1–3 | 0–2    | 1–5         |
| 2014/15 | Liga Europy | 1Q    | Horizont Turnowo  | 3–1 | 1–0    | 4–1         |
| 2014/15 | Liga Europy | 2Q    | Bursaspor         | 0–0 | 0–0    | 0–0, k: 4–1 |
| 2014/15 | Liga Europy | 3Q    | Neftçi PFK        | 2–3 | 0–0    | 2–3         |
| 2016/17 | Liga Europy | 1Q    | Zimbru Kiszyniów  | 2–3 | 1–0    | 3–3, w.     |
| 2017/18 | Liga Europy | 1Q    | Rheindorf Altach  | 0–1 | 1–1    | 1–2         |
| 2018/19 | Liga Europy | 1Q    | Beitar Jerozolima | 0–0 | 2–1    | 2–1         |
| 2018/19 | Liga Europy | 2Q    | NK Maribor        | 0–0 | 0–2    | 0–2         |
| 2019/20 | Liga Europy | 1Q    | Fola Esch         | 2–1 | 2–1    | 4–2         |
| 2019/20 | Liga Europy | 2Q    | Aberdeen          | 1–1 | 0–5    | 1–6         |